# Le Dernier des Mohicans (film, 1954)
Pour les articles homonymes, voir Le Dernier des Mohicans (homonymie).
Pour plus de détails, voir Fiche technique et Distribution.
Le Dernier des Mohicans (The Oily American) est un court métrage d'animation américain de la série Merrie Melodies, réalisé par Robert McKimson et produit par la Warner Bros. Cartoons, sorti en 1954.